# Bacchant IV
Bacchant IV är en segelbåt konstruerad 1964/1979 av Knud H Reimers åt Västerås Fiberplast. Den kan ses som en större version av Fingal. Bacchant IV byggdes huvudsakligen mellan 1966 och 1974 men enstaka exemplar har byggts senare. Båten är en utpräglad havskryssare av klassiskt snitt. Lång, smal och tung med ett lågt men brett segelplan. Långkölad och med mastheadrigg. I till exempel LYS-tabellen benämns båten felaktigt som "Baccant" men på Knud Reimers ritningar står alltid Bacchant IV.